# Eusébio Pinheiro Furtado
Eusébio Cândido Cordeiro Pinheiro Furtado (Luanda, 1777 — Lisboa, 18 de octubre de 1861) fue un oficial de ingeniería del Ejército Portugués en el que alcanzó el puesto de brigadier y ejerció las funciones de comandante general del arma de ingeniería. Participó activamente en la guerra civil portuguesa y fue autor de un conjunto de memorias sobre los eventos que ocurrieron en la isla Terceira, en especial sobre la Batalla da Praia da Vitória.